# Hamataliwa aurita
Hamataliwa aurita là một loài nhện trong họ Oxyopidae.
Loài này thuộc chi Hamataliwa. Hamataliwa aurita được miêu tả năm 2005 bởi Zhang, Zhu & Da-xiang Song.